# Mindarus kinseyi
Mindarus kinseyi är en insektsart som beskrevs av Voegtlin 1995. Mindarus kinseyi ingår i släktet Mindarus och familjen långrörsbladlöss. Inga underarter finns listade i Catalogue of Life.